# King for tonight
King for tonight is een lied van de Franse rockzanger Johnny Hallyday dat werd geschreven door Ben Raleigh en Art Wayne. Hallyday nam het in mei 1962 op in Nashville. Het duurde echter nog tot 1990 voor hij het voor het eerst uitbracht, namelijk op zijn album The 1962 Nashville sessions.
In 1963 verscheen Queen for tonight van de Britse zangeres Helen Shapiro op een single. Deze stond vijf weken in de UK Singles Chart met plaats 33 als hoogste notering. De single werd getipt voor de Waalse Ultratop. Haar single stond een kleine tien jaar in de Top 2000 van NPO Radio 2.
Van beide versies verschenen allerlei covers. Nog hetzelfde jaar verscheen het als Roi des tes nuits op de B-kant van de maxisingle En ecoutant la pluie van de Frans-Joegoslavische zanger Matt Collins (geboren Karlo Metikoš). Een andere Franse vertaling die in deze tijd op een maxisingle verscheen, was Toute ma vie (1963). Deze werd gezongen door de Zweed Bob Asklöf en stond als tweede nummer op de A-kant van Il faut choisir.
De vertaling Koningin voor een nacht leverde Conny Fabry en de D.F. Band in 1985 een hitnotering op in de Vlaamse Ultratop. De single stond een week genoteerd op nummer 29. In Nederland verschenen meerdere versies van het nummer. Queen for tonight van Patricia Paay uit 1982 bereikte de Tip 30 maar wist niet door te breken in de hoofdlijsten. In 2010 verscheen nog een single van Country Wilma die de hitlijsten niet bereikte. Daarnaast bracht het duo Maywood in 1991 nog een versie uit op het album Walking back to happiness.

## NPO Radio 2 Top 2000
De single van Helen Shapiro stond een aantal jaren in de Top 2000 van NPO Radio 2.

| Nummer met noteringen in de NPO Radio 2 Top 2000 | '99  | '00-'01 | '02  | '03  | '04  | '05  | '06  | '07  | '08  |
| ------------------------------------------------ | ---- | ------- | ---- | ---- | ---- | ---- | ---- | ---- | ---- |
| Queen for Tonight (Helen Shapiro)                | 1488 | -       | 1929 | 1771 | 1437 | 1753 | 1404 | 1860 | 1644 |

1. ↑  Een '-' betekent dat het nummer niet was genoteerd en een vetgedrukt getal geeft de hoogste notering aan.
2. ↑  Deze tabel is bijgewerkt tot en met de laatste editie (2024).